# 敦刻尔克市政厅
敦刻尔克市政厅（Hôtel de ville de Dunkerque）是法国北部大区敦刻尔克的一个百年老建筑。在两次世界大战中曾两次损坏，战后都进行了修复。市政厅的门面立面和钟楼列为法国历史古迹。2005年，市政厅钟楼被列为世界遗产，作为比利时和法国的钟楼的一部分。

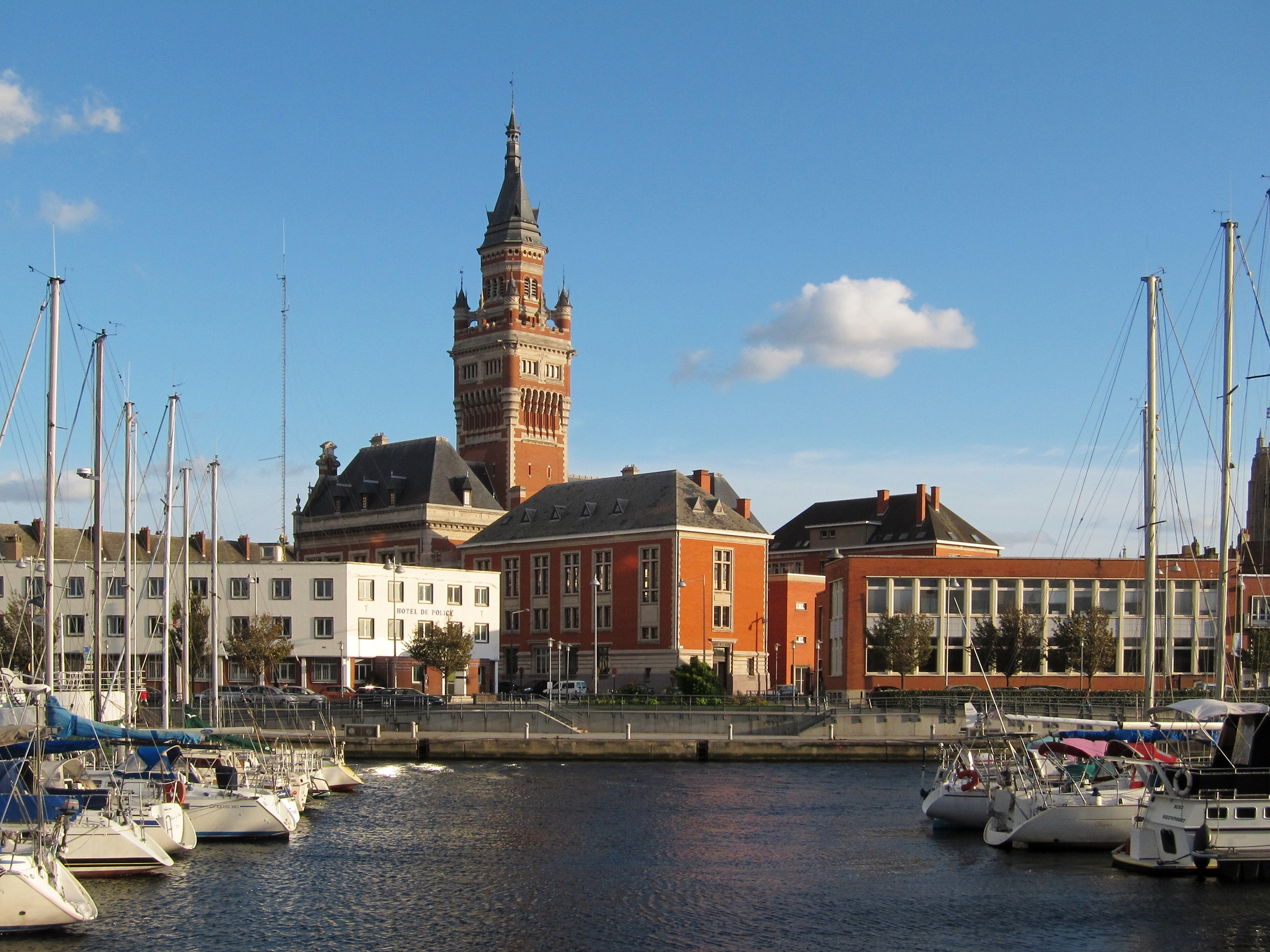

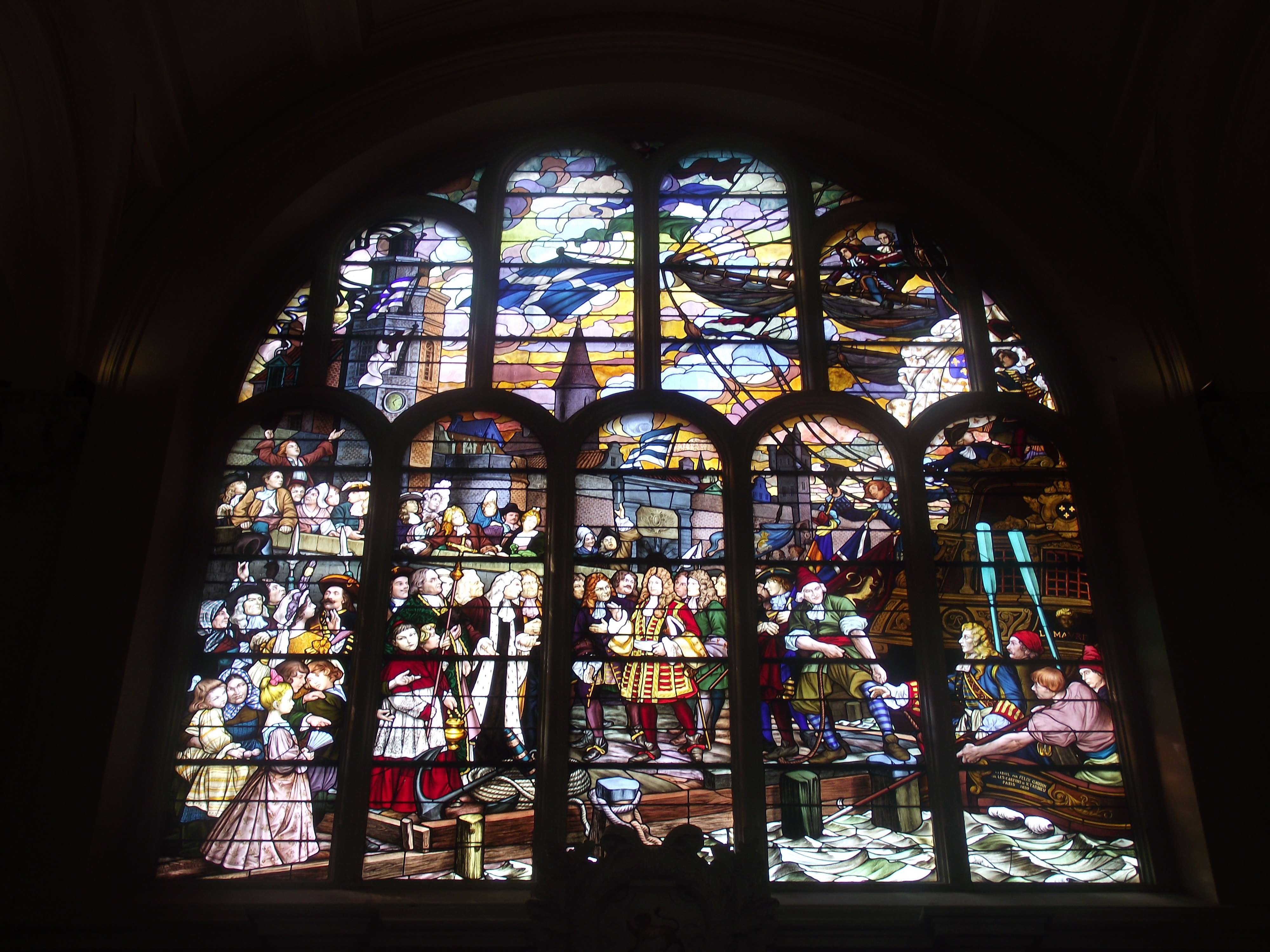

目前的建筑为新佛兰芒风格，建于1897年5月30日－1901年9月17日，总统埃米勒·卢贝和沙皇尼古拉二世参加了揭幕仪式。1940年5月27日，在二战中市政厅遭炮击严重受损，只有少数的墙壁依然存在。战后修复。 
市政厅的立面有标志着这个城市历史的六名男子雕像。原本共有8尊雕像，但已有两尊在战争中被摧毁。

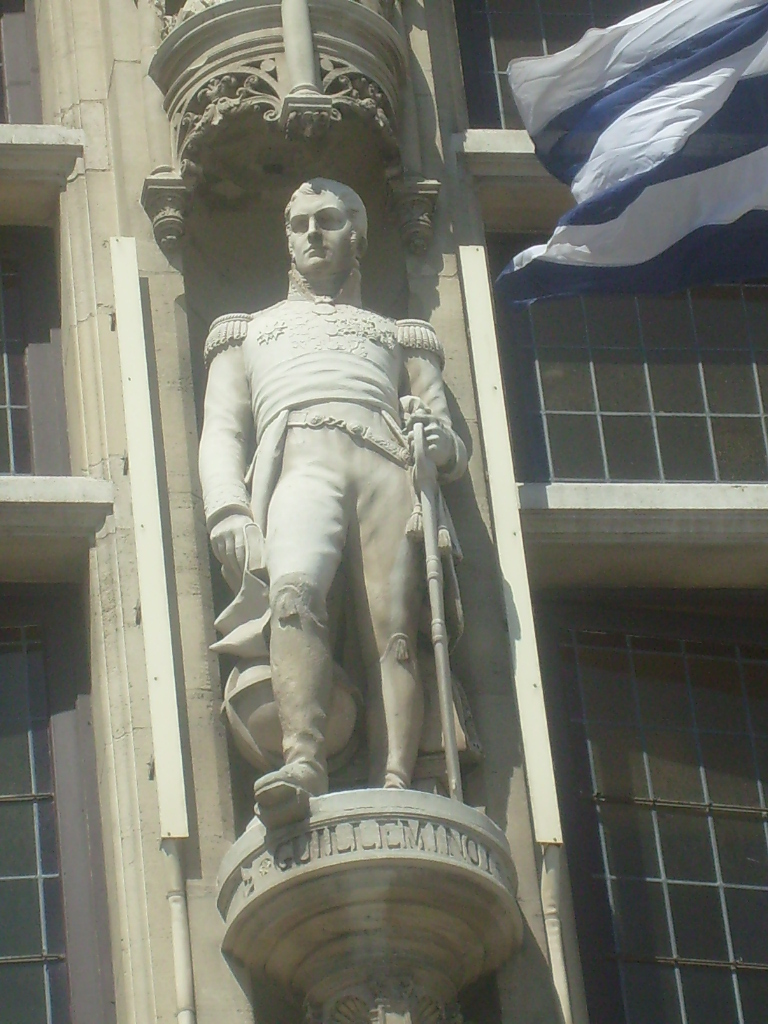
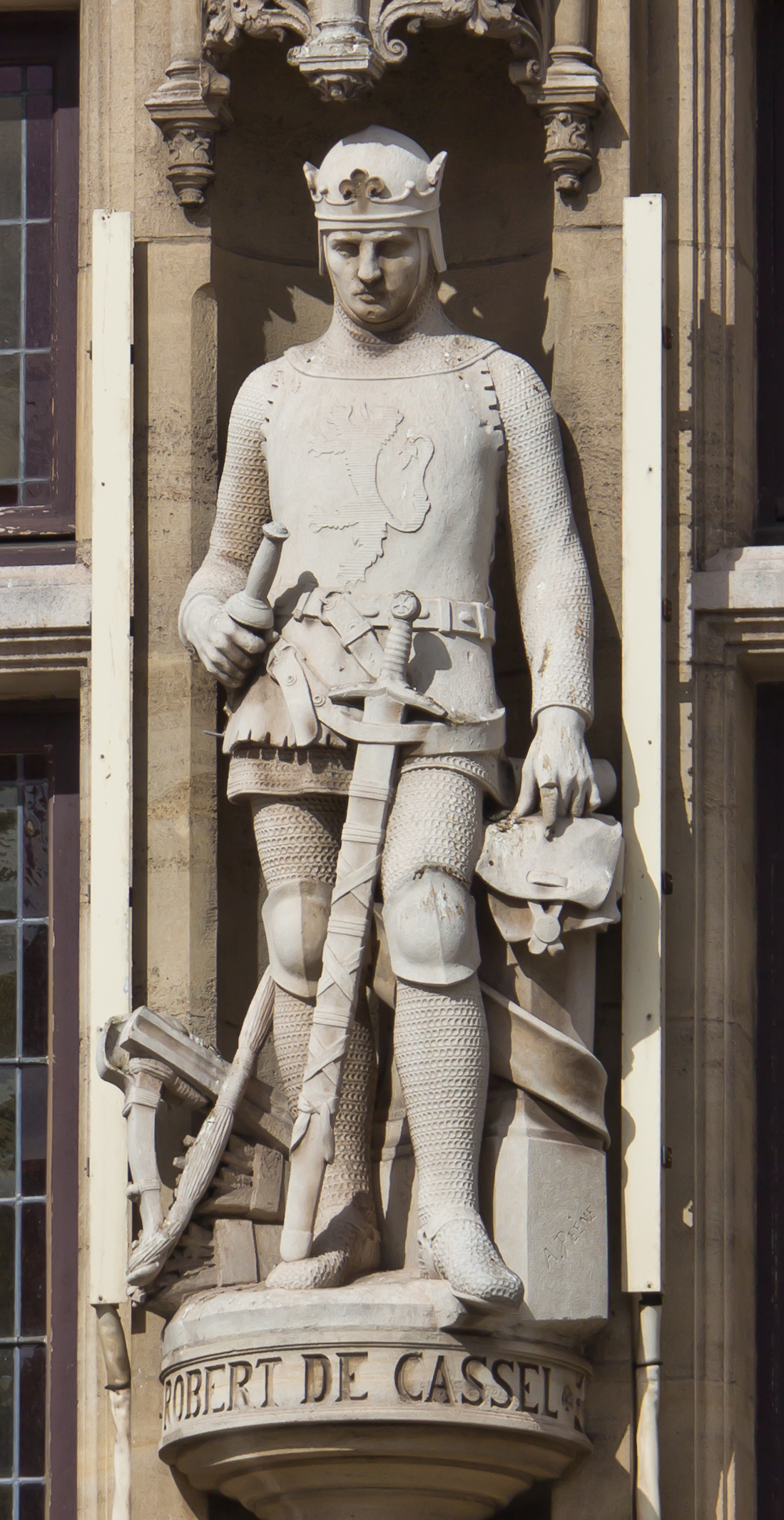
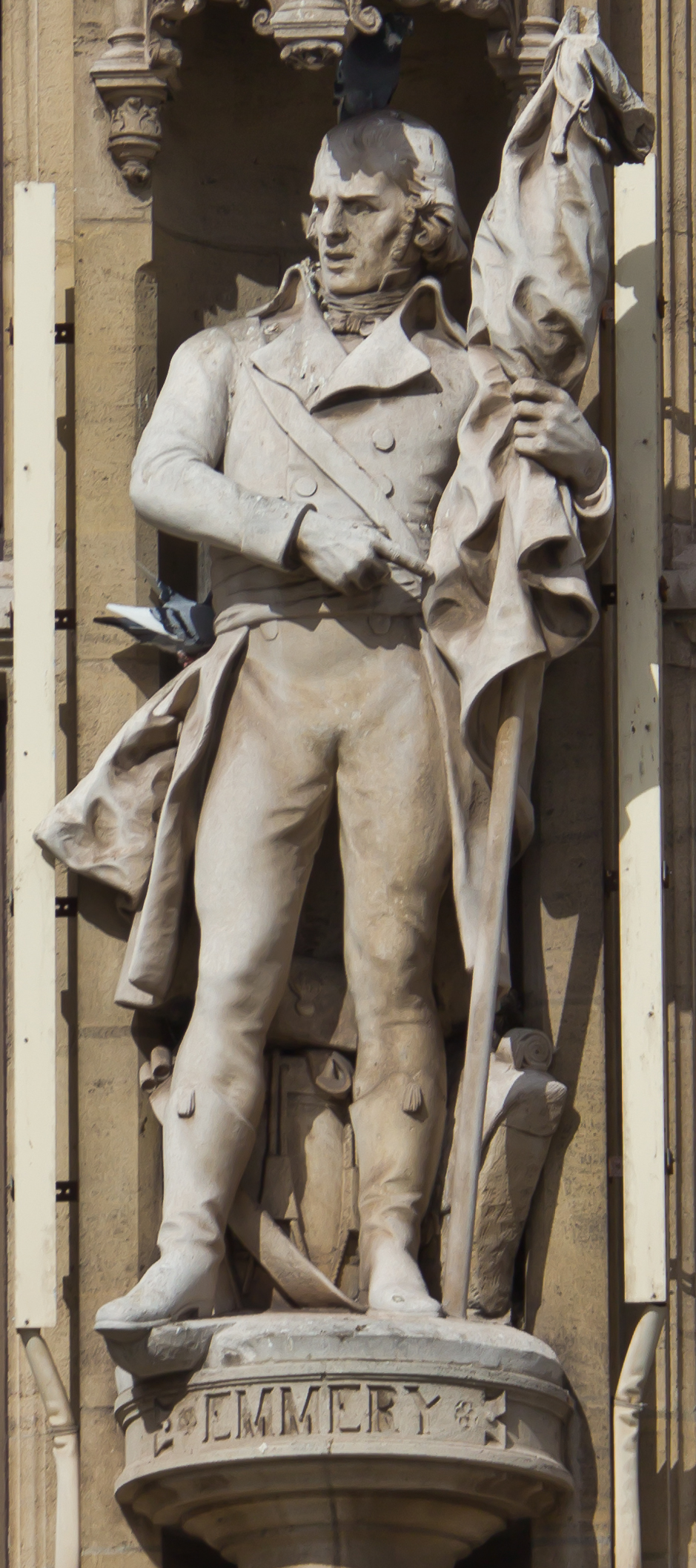
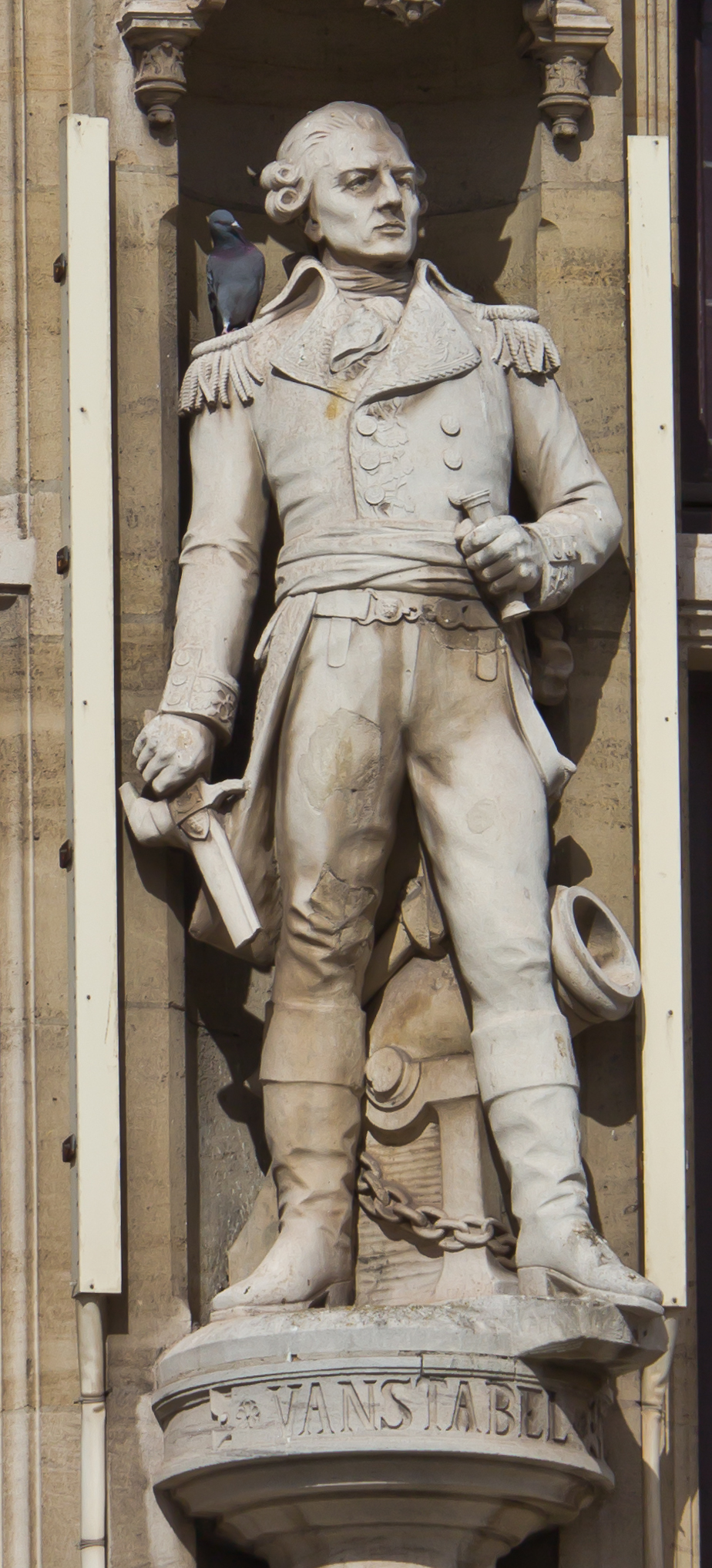
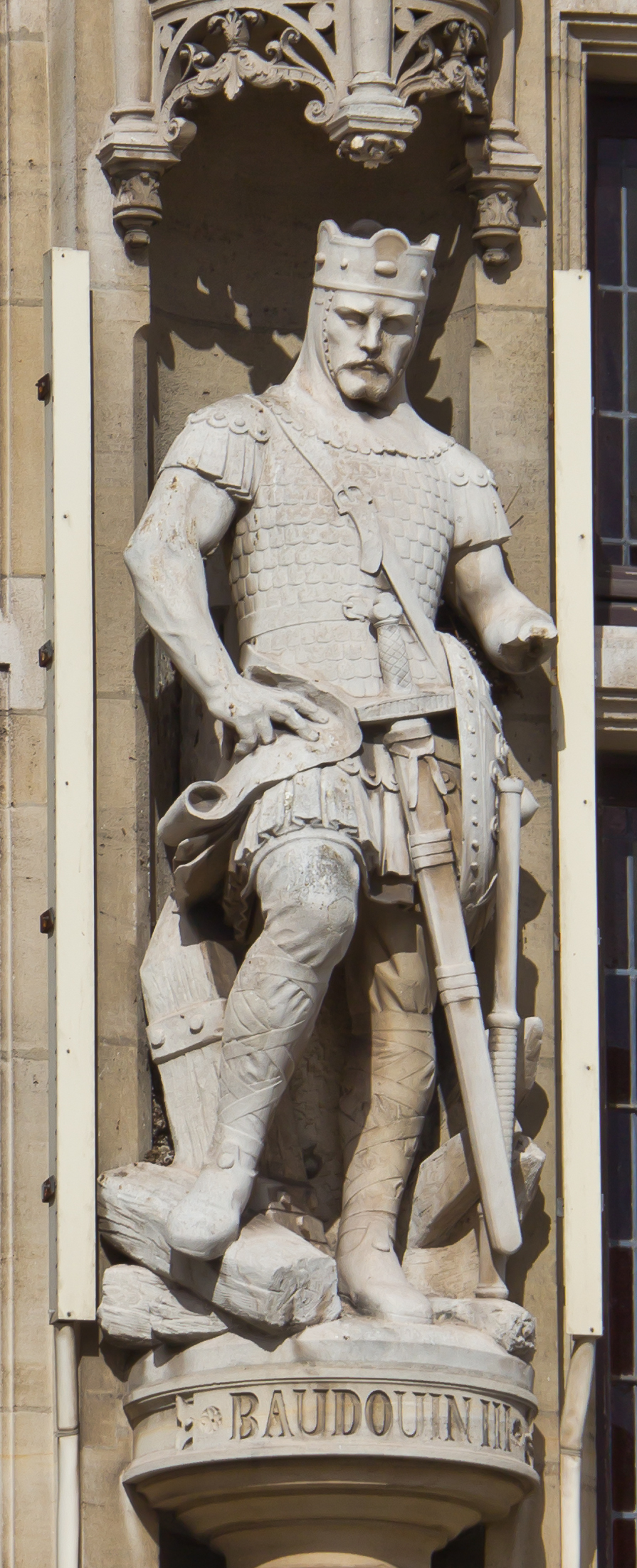
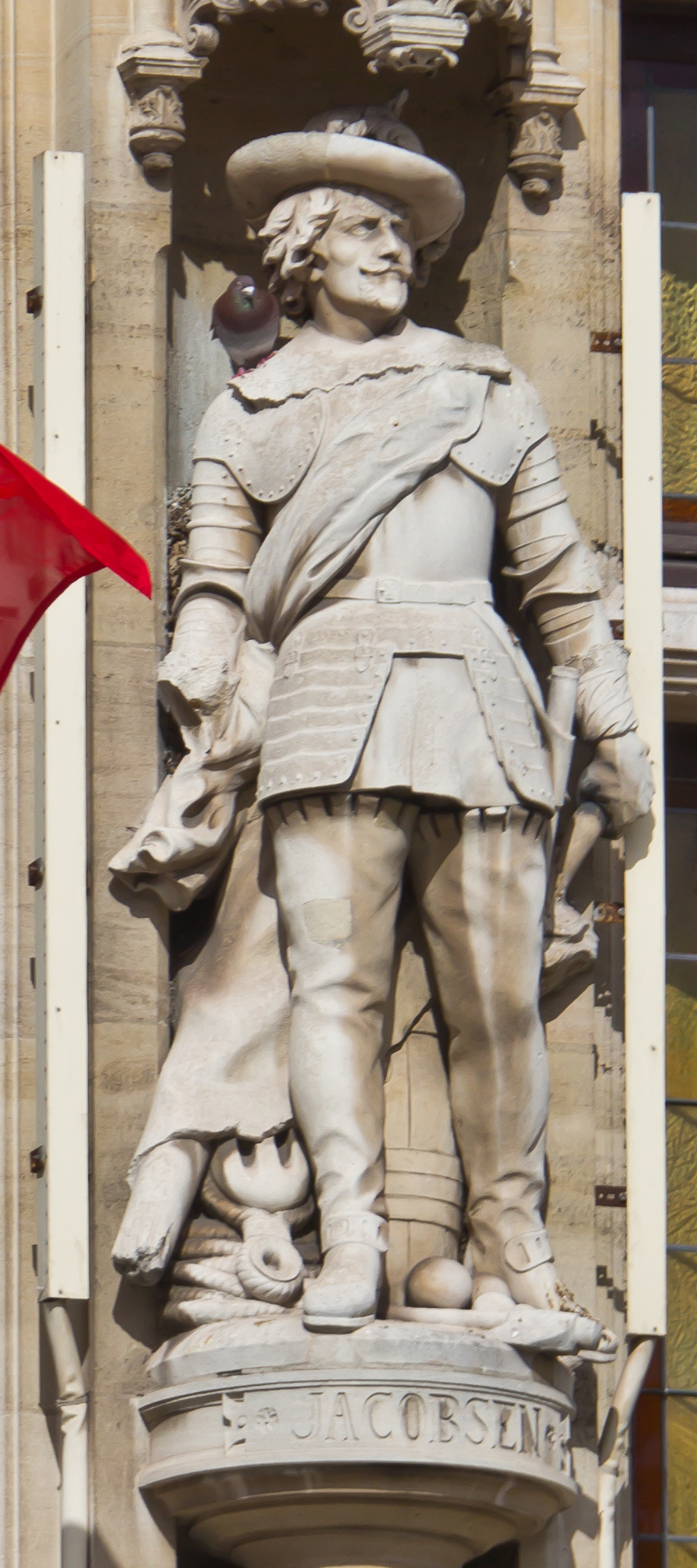
米歇尔·雅各布森